# دریاچه شالکار
دریاچه شالکار (به قزاقی: Shalkar) یک دریاچه در قزاقستان است که در پست‌بوم کاسپین واقع شده‌است.